# Toskánská aféra

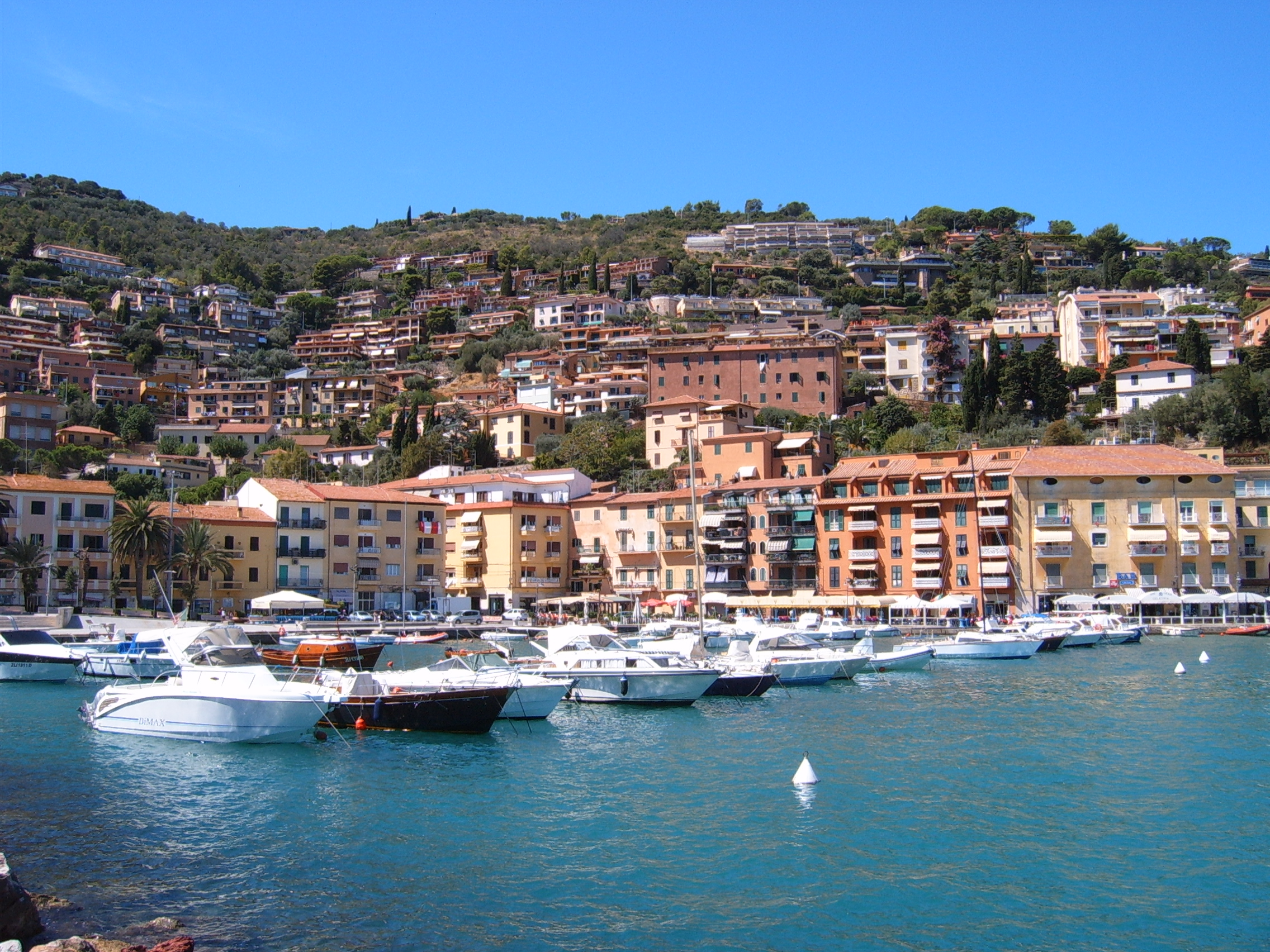
Toskánský přístav Porto Santo Stefano

Toskánská aféra dostala název na základě reportáže, kterou zveřejnil deník MF DNES o prázdninách 28. července 2009. Reportáž obsahovala informace o neformálním setkání vrcholových politiků s vlivnými podnikateli a lobbisty v toskánském letovisku Monte Argentario.

## Účastníci setkání
Podle později zveřejněných fotografií trávili v malém přístavu Porto Santo Stefano dovolenou dvě skupiny politiků Občanské demokratické strany, České strany sociálně demokratické a podnikatelů. S generálním ředitelem energetické společnosti ČEZ Martinem Romanem se zde setkali tehdy již bývalý premiér a (do dubna 2010) předseda ODS Mirek Topolánek, lobbista Marek Dalík a bývalý ministr dopravy Aleš Řebíček (ODS). Bývalý náměstek ministra dopravy Jiří Hodač (ODS), šéf Spolchemie a generální ředitel Setuzy Martin  Procházka i tehdejší ministr spravedlnosti Jiří Pospíšil (ODS) zde trávili dovolenou ve stejném čase. Současně si zde užíval odpočinek plzeňský podnikatel Roman Jurečko, správce systému exekucí Petr Šikoš nebo stínový ministr průmyslu a místopředseda ČSSD Milan Urban. Ten přijel na pozvání Vladimíra Johanese, lobbisty pracujícího pro ČEZ. Na fotografiích, které poskytl novinářům bývalý ředitel tajné služby Karel Randák, jsou obě skupiny zachyceny nezávisle na sobě v přístavu a na lodích, kotvících vedle sebe v přístavu městečka. 
Setkání vyvolalo značný zájem novinářů a veřejnosti. Došlo k němu krátce po schválení kontroverzního zákona o emisních povolenkách, kterým byly firmě ČEZ bezplatně poskytnuty povolenky k vypouštění skleníkových plynů do ovzduší. Podle slov politiků bylo setkání náhodné a nemělo žádnou souvislost se schváleným zákonem. Mirek Topolánek ještě v lednu 2010 mluvil o této aféře jako o „uměle vyvolané kauze“.

## Další souvislosti

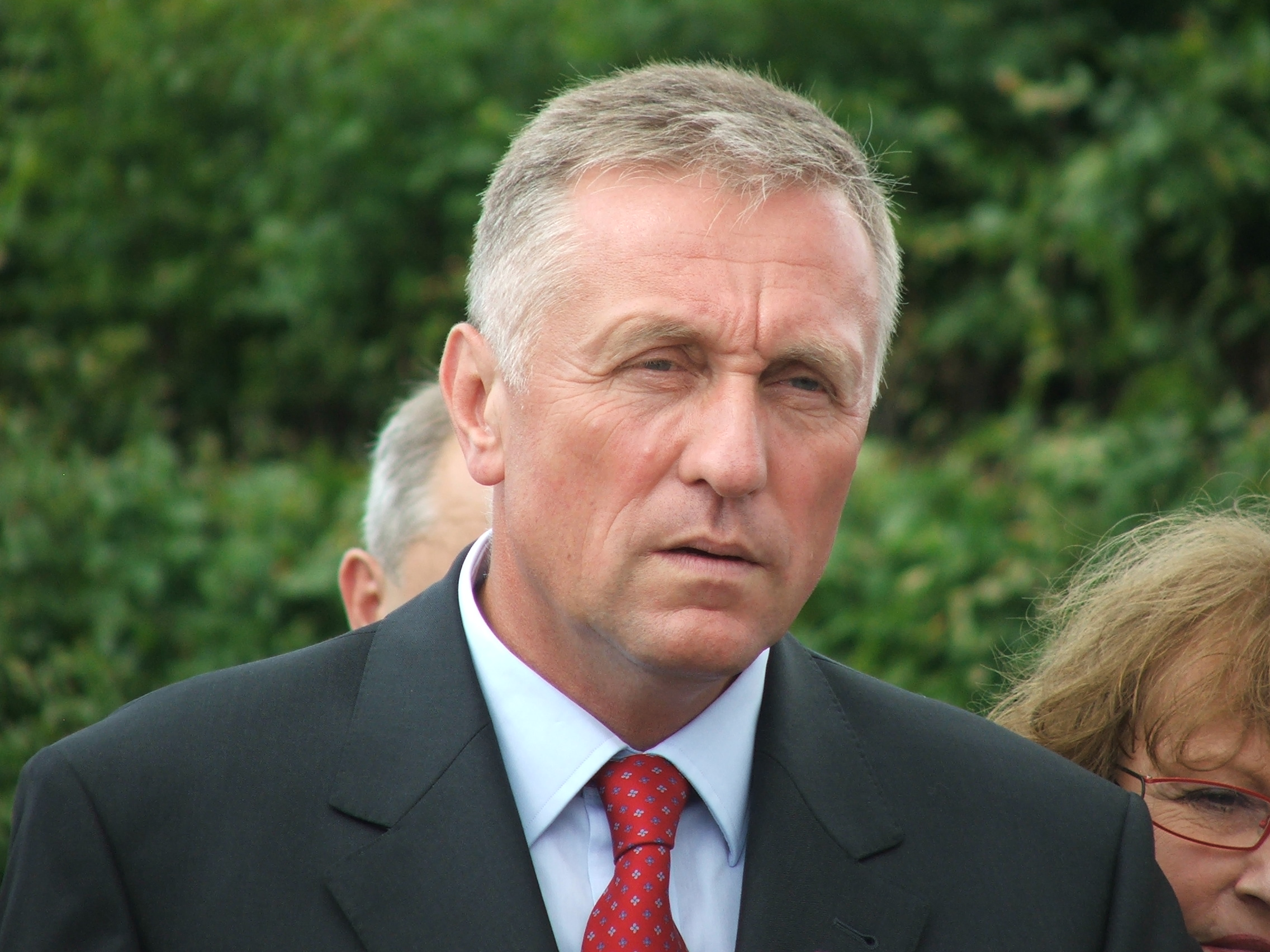
Mirek Topolánek

Pozornost vzbudilo místo ubytování předsedy ODS Topolánka a jeho přítele a vlivného lobbisty Marka Dalíka. Podle svých slov bydleli ve vile pronajaté od cizinců. Vlastnictví vily je ale sporné. Později Marek Dalík předložil anglicky psanou nájemní smlouvu s lichtenštejnskou společností Raben Anstalt. Podle některých právních a jazykových expertů byla smlouva mezi Markem Dalíkem a Raben Anstalt napsána nejdříve česky a teprve později přeložena do angličtiny, což podle nich odporuje zvyklostem. 
Mateřská společnost firmy Raben Anstalt je firma zabývající se správou nemovitostí pro třetí osoby. Zprostředkování celé transakce zajišťovala slovenská společnost J&T a podepsal ji člen dozorčí rady J&T Ondřej Popelka. Společnost J&T je v Česku zapojená do několika obchodů s energetickou společností ČEZ, má také těsné kontakty s Občanskou demokratickou stranou. Například v roce 2008 letěl premiér Topolánek na dovolenou do Berlusconiho vily soukromým letadlem patřícím jedné z dceřiných společností J&T.
Na terase vily je umístěna socha mladého českého sochaře Lukáše Rittsteina pocházející z české Galerie Zdeňka Sklenáře, což někteří novináři dávají do spojitosti s tím, že Marek Dalík je považován za milovníka moderního umění. Marek Dalík může být podle některých názorů také majitelem vily.